# تراداین
تراداین (انگلیسی: Teradyne) شرکت الکترونیک آمریکایی است، که در سال ۱۹۶۰ توسط الکس د آربلوف تأسیس شد.